# Selección de fútbol sub-21 de Kosovo
La Selección de fútbol sub-21 de Kosovo (en albanés: Kombëtarja e futbollit të Kosovës nën 21 vjeç, en serbio: Фудбалска репрезентација Косова до 21. године, romanizado: Fudbalska reprezentacija Kosova do 21. godine es el equipo que representa al país en la Eurocopa Sub-21; y es controlado por la Federación de Fútbol de Kosovo.

## Historia
El 6 de febrero de 2013, la FIFA dio permiso para jugar partidos amistosos internacionales contra otras federaciones miembro.

## Participaciones

### Eurocopa Sub-21
El 26 de enero de 2017, en Nyon, se decidió que Kosovo debería formar parte del Grupo 5 de la clasificación para el Campeonato de Europa Sub-21 de la UEFA de 2019, junto con Azerbaiyán, Alemania, Israel, Noruega y la República de Irlanda. El 25 de marzo de 2017, Kosovo hizo su debut en la clasificación para el Campeonato de Europa Sub-21 de la UEFA con una derrota por 1-0 ante la República de Irlanda.
| Registro del Eurocopa Sub-21 | Registro del Eurocopa Sub-21 | Registro del Eurocopa Sub-21 | Registro del Eurocopa Sub-21 | Registro del Eurocopa Sub-21 | Registro del Eurocopa Sub-21 | Registro del Eurocopa Sub-21 | Registro del Eurocopa Sub-21 | Registro del Eurocopa Sub-21 |                | Registro de clasificación | Registro de clasificación | Registro de clasificación | Registro de clasificación | Registro de clasificación | Registro de clasificación | Registro de clasificación |
| Año                          | Fase                         | Pos.                         | PJ                           | PG                           | PE                           | PP                           | GF                           | GC                           | Pos.           | PJ                        | PG                        | PE                        | PP                        | GF                        | GC                        |                           |
| ---------------------------- | ---------------------------- | ---------------------------- | ---------------------------- | ---------------------------- | ---------------------------- | ---------------------------- | ---------------------------- | ---------------------------- | -------------- | ------------------------- | ------------------------- | ------------------------- | ------------------------- | ------------------------- | ------------------------- | ------------------------- |
| 1978 hasta 1992              | Parte de Yugoslavia          | Parte de Yugoslavia          | Parte de Yugoslavia          | Parte de Yugoslavia          | Parte de Yugoslavia          | Parte de Yugoslavia          | Parte de Yugoslavia          | Parte de Yugoslavia          |                |                           |                           |                           |                           |                           |                           |                           |
| 1994 hasta 2006              | Parte de Serbia y Montenegro | Parte de Serbia y Montenegro | Parte de Serbia y Montenegro | Parte de Serbia y Montenegro | Parte de Serbia y Montenegro | Parte de Serbia y Montenegro | Parte de Serbia y Montenegro | Parte de Serbia y Montenegro |                |                           |                           |                           |                           |                           |                           |                           |
| 2007                         | Parte de Serbia              | Parte de Serbia              | Parte de Serbia              | Parte de Serbia              | Parte de Serbia              | Parte de Serbia              | Parte de Serbia              | Parte de Serbia              |                |                           |                           |                           |                           |                           |                           |                           |
| 2009 hasta 2015              | No era miembro de la FIFA    | No era miembro de la FIFA    | No era miembro de la FIFA    | No era miembro de la FIFA    | No era miembro de la FIFA    | No era miembro de la FIFA    | No era miembro de la FIFA    | No era miembro de la FIFA    |                |                           |                           |                           |                           |                           |                           |                           |
| 2017                         | No entró                     | No entró                     | No entró                     | No entró                     | No entró                     | No entró                     | No entró                     | No entró                     |                |                           |                           |                           |                           |                           |                           |                           |
| / 2019                       | No clasificó                 | No clasificó                 | No clasificó                 | No clasificó                 | No clasificó                 | No clasificó                 | No clasificó                 | No clasificó                 | 5°             | 10                        | 3                         | 3                         | 4                         | 9                         | 12                        |                           |
| / 2021                       | No clasificó                 | No clasificó                 | No clasificó                 | No clasificó                 | No clasificó                 | No clasificó                 | No clasificó                 | No clasificó                 | 5°             | 10                        | 3                         | 0                         | 7                         | 9                         | 20                        |                           |
| / 2023                       | Por determinar               | Por determinar               | Por determinar               | Por determinar               | Por determinar               | Por determinar               | Por determinar               | Por determinar               | Por determinar | Por determinar            | Por determinar            | Por determinar            | Por determinar            | Por determinar            | Por determinar            | Por determinar            |
| Total                        | -                            | 0/23                         | 0                            | 0                            | 0                            | 0                            | 0                            | -                            |                | 2/15                      | 20                        | 6                         | 3                         | 11                        | 18                        | 32                        |

### Torneo no oficial
Hasta ahora solo ha participado en un torneo internacional en la Copa Juvenil de Valais, un torneo internacional de fútbol de dos días.
| Año   | Fase | Pos. | PJ | PG | PE | PP | GF | GC |
| ----- | ---- | ---- | -- | -- | -- | -- | -- | -- |
| 2013  | 4°   | 4°   | 2  | 0  | 1  | 1  | 2  | 10 |
| Total | -    | 1/1  | 2  | 0  | 1  | 1  | 2  | 10 |

## Calendario y resultados

### 2020
| Clasificación para la Eurocopa Sub-21 de 2021; 4 de septiembre | Kosovo | 0-6     | Inglaterra                                                                 | Estadio Fadil Vokrri, Pristina, Kosovo |                               |
|                                                                |        | Reporte | Nketiah 51', 55', 61' (pen.) · Nelson 66' · Sessegnon 82' · Bellingham 85' | Árbitro(s): Mohammed Al-Hakim          | Árbitro(s): Mohammed Al-Hakim |

| Clasificación para la Eurocopa Sub-21 de 2021; 9 de octubre | Kosovo | 0-1     | Austria   | Estadio Fadil Vokrri, Pristina, Kosovo |                             |
| 19:00                                                       |        | Reporte | Grüll 86' | Árbitro(s): Laurent Kopriwa            | Árbitro(s): Laurent Kopriwa |

| Clasificación para la Eurocopa Sub-21 de 2021; 13 de octubre | Kosovo   | 1-0     | Andorra | Estadio Fadil Vokrri, Pristina, Kosovo |                                   |
| 19:00                                                        | Daku 62' | Reporte |         | Árbitro(s): Jamie Robert Robinson      | Árbitro(s): Jamie Robert Robinson |

| Clasificación para la Eurocopa Sub-21 de 2021; 13 de noviembre | Kosovo | 0-1     | Albania   | Estadio Fadil Vokrri, Pristina, Kosovo                   |                                                          |
| 19:00                                                          |        | Reporte | Çokaj 35' | Asistencia: 50 espectadores Árbitro(s): Nathan Verboomen | Asistencia: 50 espectadores Árbitro(s): Nathan Verboomen |

| Clasificación para la Eurocopa Sub-21 de 2021; 17 de noviembre | Turquía                                          | 3-0     | Kosovo | Estadio Samsun, Samsun, Turquía                           |                                                           |
| 18:00                                                          | Dervişoğlu 21' · Yalçın 32' (pen.) · Özdemir 64' | Reporte |        | Asistencia: 106 espectadores Árbitro(s): Aleksei Matyunin | Asistencia: 106 espectadores Árbitro(s): Aleksei Matyunin |

### 2021
| Amistoso; 26 de marzo | Catar | vs. | Kosovo | TBA, Doha, Catar |  |

| Clasificación para la Eurocopa Sub-21 de 2023; 8 de junio | Kosovo | vs. | Andorra | Estadio Fadil Vokrri, Pristina, Kosovo |  |

| Clasificación para la Eurocopa Sub-21 de 2023; 7 de septiembre | Inglaterra | vs. | Kosovo | TBA, Inglaterra |  |

| Clasificación para la Eurocopa Sub-21 de 2023; Estadio Fadil Vokrri | Kosovo | vs. | República Checa | d, Pristina, Kosovo |  |

| Clasificación para la Eurocopa Sub-21 de 2023; 12 de octubre | República Checa | vs. | Kosovo | TBA, República Checa |  |

| Clasificación para la Eurocopa Sub-21 de 2023; 16 de noviembre | Kosovo | vs. | Albania | Estadio Fadil Vokrri, Pristina, Kosovo |  |

### 2022
| Clasificación para la Eurocopa Sub-21 de 2023; 25 de marzo | Kosovo | vs. | Eslovenia | Estadio Fadil Vokrri, Pristina, Kosovo |  |

| Clasificación para la Eurocopa Sub-21 de 2023; 29 de marzo | Eslovenia | vs. | Kosovo | TBA, Eslovenia |  |

| Clasificación para la Eurocopa Sub-21 de 2023; 4 de junio | Andorra | vs. | Kosovo | Estadi Comunal, Andorra La Vieja, Andorra |  |

| Clasificación para la Eurocopa Sub-21 de 2023; 10 de junio | Kosovo | vs. | Inglaterra | Estadio Fadil Vokrri, Pristina, Kosovo |  |

| Clasificación para la Eurocopa Sub-21 de 2023; 14 de junio | Albania | vs. | Kosovo | TBA, Tirana, Albania |  |

## Jugadores

### Equipo actual
Los siguientes jugadores fueron convocados para los partidos de clasificación para la Eurocopa Sub-21 de 2021 contra  Albania y  Turquía, los días 13 y 17 de noviembre de 2020.
- Los jugadores en negrilla han sido convocados o han jugado al menos un partido internacional completo con la selección absoluta nacional.

| N.º | Pos.           | Jugador              | Fecha de nacimiento (edad)        | Pdos. | Goles | Club                    | Equipo técnico |
| --- | -------------- | -------------------- | --------------------------------- | ----- | ----- | ----------------------- | --- |
| 1   | Portero        | Florjan Smakiqi      | 10 de agosto de 1998 (22 años)    | 9     | 0     | KF Feronikeli           | Entrenador Michael Nees Asistente Vacante Entrenador de porteros Naser Prapashtica Fisioterapeuta(s) Eqrem Gara Feim Gashi Doctor Norik Hoxha Administrador de dispositivos Taulant Ahmetaj Director de equipo Zgjim Sojeva Director técnico Vacante Leyenda Pos. : Posición Capitán Lesionado Guardameta Defensa Centrocampista Delantero |
| 12  | Portero        | David Nreca-Bisinger | 18 de enero de 2002 (19 años)     | 3     | 0     | SG Sonnenhof Großaspach | Entrenador Michael Nees Asistente Vacante Entrenador de porteros Naser Prapashtica Fisioterapeuta(s) Eqrem Gara Feim Gashi Doctor Norik Hoxha Administrador de dispositivos Taulant Ahmetaj Director de equipo Zgjim Sojeva Director técnico Vacante Leyenda Pos. : Posición Capitán Lesionado Guardameta Defensa Centrocampista Delantero |
| 4   | Defensa        | Leonat Vitija        | 22 de agosto de 2000 (20 años)    | 5     | 0     | KF Skënderbeu Korçë     | Entrenador Michael Nees Asistente Vacante Entrenador de porteros Naser Prapashtica Fisioterapeuta(s) Eqrem Gara Feim Gashi Doctor Norik Hoxha Administrador de dispositivos Taulant Ahmetaj Director de equipo Zgjim Sojeva Director técnico Vacante Leyenda Pos. : Posición Capitán Lesionado Guardameta Defensa Centrocampista Delantero |
| 5   | Defensa        | Leard Sadriu         | 22 de abril de 2001 (19 años)     | 5     | 0     | KF Skënderbeu Korçë     | Entrenador Michael Nees Asistente Vacante Entrenador de porteros Naser Prapashtica Fisioterapeuta(s) Eqrem Gara Feim Gashi Doctor Norik Hoxha Administrador de dispositivos Taulant Ahmetaj Director de equipo Zgjim Sojeva Director técnico Vacante Leyenda Pos. : Posición Capitán Lesionado Guardameta Defensa Centrocampista Delantero |
| 3   | Defensa        | Edvin Kurtulus       | 5 de marzo de 2000 (21 años)      | 3     | 0     | Halmstads BK            | Entrenador Michael Nees Asistente Vacante Entrenador de porteros Naser Prapashtica Fisioterapeuta(s) Eqrem Gara Feim Gashi Doctor Norik Hoxha Administrador de dispositivos Taulant Ahmetaj Director de equipo Zgjim Sojeva Director técnico Vacante Leyenda Pos. : Posición Capitán Lesionado Guardameta Defensa Centrocampista Delantero |
| 2   | Defensa        | Albin Kapra          | 7 de junio de 2000 (20 años)      | 1     | 0     | KF Ballkani             | Entrenador Michael Nees Asistente Vacante Entrenador de porteros Naser Prapashtica Fisioterapeuta(s) Eqrem Gara Feim Gashi Doctor Norik Hoxha Administrador de dispositivos Taulant Ahmetaj Director de equipo Zgjim Sojeva Director técnico Vacante Leyenda Pos. : Posición Capitán Lesionado Guardameta Defensa Centrocampista Delantero |
| 13  | Defensa        | Valon Zumberi        | 24 de noviembre de 2002 (18 años) | 1     | 0     | Hamburgo S.V.           | Entrenador Michael Nees Asistente Vacante Entrenador de porteros Naser Prapashtica Fisioterapeuta(s) Eqrem Gara Feim Gashi Doctor Norik Hoxha Administrador de dispositivos Taulant Ahmetaj Director de equipo Zgjim Sojeva Director técnico Vacante Leyenda Pos. : Posición Capitán Lesionado Guardameta Defensa Centrocampista Delantero |
| 19  | Defensa        | Bujar Pllana         | 29 de octubre de 2001 (19 años)   | 0     | 0     | KF Feronikeli           | Entrenador Michael Nees Asistente Vacante Entrenador de porteros Naser Prapashtica Fisioterapeuta(s) Eqrem Gara Feim Gashi Doctor Norik Hoxha Administrador de dispositivos Taulant Ahmetaj Director de equipo Zgjim Sojeva Director técnico Vacante Leyenda Pos. : Posición Capitán Lesionado Guardameta Defensa Centrocampista Delantero |
| 15  | Centrocampista | Muharrem Jashari     | 21 de febrero de 1998 (23 años)   | 9     | 0     | KF Trepça'89            | Entrenador Michael Nees Asistente Vacante Entrenador de porteros Naser Prapashtica Fisioterapeuta(s) Eqrem Gara Feim Gashi Doctor Norik Hoxha Administrador de dispositivos Taulant Ahmetaj Director de equipo Zgjim Sojeva Director técnico Vacante Leyenda Pos. : Posición Capitán Lesionado Guardameta Defensa Centrocampista Delantero |
| 8   | Centrocampista | Blendi Baftiu        | 17 de febrero de 1998 (23 años)   | 7     | 1     | KF Ballkani             | Entrenador Michael Nees Asistente Vacante Entrenador de porteros Naser Prapashtica Fisioterapeuta(s) Eqrem Gara Feim Gashi Doctor Norik Hoxha Administrador de dispositivos Taulant Ahmetaj Director de equipo Zgjim Sojeva Director técnico Vacante Leyenda Pos. : Posición Capitán Lesionado Guardameta Defensa Centrocampista Delantero |
| 14  | Centrocampista | Kastriot Selmani     | 8 de julio de 1999 (21 años)      | 5     | 0     | KF Llapi                | Entrenador Michael Nees Asistente Vacante Entrenador de porteros Naser Prapashtica Fisioterapeuta(s) Eqrem Gara Feim Gashi Doctor Norik Hoxha Administrador de dispositivos Taulant Ahmetaj Director de equipo Zgjim Sojeva Director técnico Vacante Leyenda Pos. : Posición Capitán Lesionado Guardameta Defensa Centrocampista Delantero |
| 10  | Centrocampista | Arton Zekaj ()       | 16 de abril de 2000 (20 años)     | 5     | 0     | Lille OSC               | Entrenador Michael Nees Asistente Vacante Entrenador de porteros Naser Prapashtica Fisioterapeuta(s) Eqrem Gara Feim Gashi Doctor Norik Hoxha Administrador de dispositivos Taulant Ahmetaj Director de equipo Zgjim Sojeva Director técnico Vacante Leyenda Pos. : Posición Capitán Lesionado Guardameta Defensa Centrocampista Delantero |
| 21  | Centrocampista | Blendi Idrizi        | 2 de mayo de 1998 (22 años)       | 3     | 0     | Schalke 04 II           | Entrenador Michael Nees Asistente Vacante Entrenador de porteros Naser Prapashtica Fisioterapeuta(s) Eqrem Gara Feim Gashi Doctor Norik Hoxha Administrador de dispositivos Taulant Ahmetaj Director de equipo Zgjim Sojeva Director técnico Vacante Leyenda Pos. : Posición Capitán Lesionado Guardameta Defensa Centrocampista Delantero |
| 22  | Centrocampista | Valon Hamdiu         | 10 de junio de 1998 (22 años)     | 3     | 0     | FC Schaffhausen         | Entrenador Michael Nees Asistente Vacante Entrenador de porteros Naser Prapashtica Fisioterapeuta(s) Eqrem Gara Feim Gashi Doctor Norik Hoxha Administrador de dispositivos Taulant Ahmetaj Director de equipo Zgjim Sojeva Director técnico Vacante Leyenda Pos. : Posición Capitán Lesionado Guardameta Defensa Centrocampista Delantero |
| 17  | Centrocampista | Edison Kqiku         | 16 de enero de 1999 (22 años)     | 3     | 0     | SC Gjilani              | Entrenador Michael Nees Asistente Vacante Entrenador de porteros Naser Prapashtica Fisioterapeuta(s) Eqrem Gara Feim Gashi Doctor Norik Hoxha Administrador de dispositivos Taulant Ahmetaj Director de equipo Zgjim Sojeva Director técnico Vacante Leyenda Pos. : Posición Capitán Lesionado Guardameta Defensa Centrocampista Delantero |
| 11  | Centrocampista | Almir Kryeziu        | 14 de octubre de 1998 (22 años)   | 2     | 0     | KF Arbëria              | Entrenador Michael Nees Asistente Vacante Entrenador de porteros Naser Prapashtica Fisioterapeuta(s) Eqrem Gara Feim Gashi Doctor Norik Hoxha Administrador de dispositivos Taulant Ahmetaj Director de equipo Zgjim Sojeva Director técnico Vacante Leyenda Pos. : Posición Capitán Lesionado Guardameta Defensa Centrocampista Delantero |
| 6   | Centrocampista | Alban Shabani        | 18 de mayo de 2000 (20 años)      | 2     | 0     | KF Skënderbeu Korçë     | Entrenador Michael Nees Asistente Vacante Entrenador de porteros Naser Prapashtica Fisioterapeuta(s) Eqrem Gara Feim Gashi Doctor Norik Hoxha Administrador de dispositivos Taulant Ahmetaj Director de equipo Zgjim Sojeva Director técnico Vacante Leyenda Pos. : Posición Capitán Lesionado Guardameta Defensa Centrocampista Delantero |
| 18  | Centrocampista | Valmir Veliu         | 4 de junio de 2000 (20 años)      | 2     | 0     | KF Llapi                | Entrenador Michael Nees Asistente Vacante Entrenador de porteros Naser Prapashtica Fisioterapeuta(s) Eqrem Gara Feim Gashi Doctor Norik Hoxha Administrador de dispositivos Taulant Ahmetaj Director de equipo Zgjim Sojeva Director técnico Vacante Leyenda Pos. : Posición Capitán Lesionado Guardameta Defensa Centrocampista Delantero |
| 7   | Centrocampista | Gentrit Limani       | 1 de abril de 2000 (20 años)      | 1     | 0     | Hamburgo S.V. II        | Entrenador Michael Nees Asistente Vacante Entrenador de porteros Naser Prapashtica Fisioterapeuta(s) Eqrem Gara Feim Gashi Doctor Norik Hoxha Administrador de dispositivos Taulant Ahmetaj Director de equipo Zgjim Sojeva Director técnico Vacante Leyenda Pos. : Posición Capitán Lesionado Guardameta Defensa Centrocampista Delantero |
| 9   | Delantero      | Valdrin Mustafa      | 11 de marzo de 1998 (23 años)     | 5     | 0     | TuS Rot-Weiß Koblenz    | Entrenador Michael Nees Asistente Vacante Entrenador de porteros Naser Prapashtica Fisioterapeuta(s) Eqrem Gara Feim Gashi Doctor Norik Hoxha Administrador de dispositivos Taulant Ahmetaj Director de equipo Zgjim Sojeva Director técnico Vacante Leyenda Pos. : Posición Capitán Lesionado Guardameta Defensa Centrocampista Delantero |

### Llamados recientes
Los siguientes jugadores han sido convocados para el equipo en los últimos 12 meses y todavía están disponibles para su selección.
| Pos.           | Jugador           | Fecha de nacimiento (edad)         | Pdos. | Goles | Club                   | Última convocatoria                        |
| -------------- | ----------------- | ---------------------------------- | ----- | ----- | ---------------------- | ------------------------------------------ |
| Portero        | Shaban Kuquku     | 18 de septiembre de 2001 (19 años) | 0     | 0     | FC Sion sub-21         | vs. Andorra, 13 de octubre de 2020         |
| Portero        | Agron Kolaj       | 19 de marzo de 2001 (19 años)      | 0     | 0     | KF Besa Pejë           | vs. Inglaterra, 4 de septiembre de 2020PRE |
| Defensa        | Destan Bajselmani | 13 de mayo de 1999 (21 años)       | 0     | 0     | PEC Zwolle             | vs. Albania, 13 de noviembre de 2020       |
| Defensa        | Kreshnik Hajrizi  | 28 de mayo de 1999 (21 años)       | 7     | 0     | FC Chiasso             | vs. Andorra, 13 de octubre de 2020COVID    |
| Defensa        | Hajdin Salihu     | 18 de enero de 2002 (19 años)      | 0     | 0     | NK Lokomotiva          | vs. Andorra, 13 de octubre de 2020         |
| Centrocampista | Diamant Berisha   | 22 de julio de 2000 (20 años)      | 1     | 0     | Schalke 04 II          | vs. Turquía, 17 de noviembre de 2020       |
| Centrocampista | Qëndrim Zyba      | 3 de enero de 2001 (20 años)       | 0     | 0     | KF Prishtina           | vs. Turquía, 17 de noviembre de 2020       |
| Centrocampista | Alban Ajdini      | 9 de julio de 1999 (21 años)       | 2     | 0     | FC Stade-Lausana-Ouchy | vs. Albania, 13 de noviembre de 2020       |
| Centrocampista | Donat Rrudhani    | 2 de mayo de 1999 (21 años)        | 0     | 0     | FC Aarau               | vs. Albania, 13 de noviembre de 2020       |
| Centrocampista | Kreshnik Krasniqi | 22 de diciembre de 2000 (20 años)  | 5     | 0     | Strømsgodset IF        | vs. Andorra, 13 de octubre de 2020         |
| Centrocampista | Altin Kryeziu     | 3 de enero de 2002 (19 años)       | 3     | 0     | Torino FC              | vs. Andorra, 13 de octubre de 2020         |
| Centrocampista | Liridon Balaj     | 15 de agosto de 1999 (21 años)     | 0     | 0     | FC Aarau               | vs. Andorra, 13 de octubre de 2020LES      |
| Centrocampista | Ismet Lushaku     | 22 de septiembre de 2000 (20 años) | 5     | 0     | AFC Eskilstuna         | vs. Inglaterra, 4 de septiembre de 2020    |
| Centrocampista | Behadil Sabani    | 26 de enero de 2000 (21 años)      | 1     | 0     | FC Emmen               | vs. Inglaterra, 4 de septiembre de 2020    |
| Centrocampista | Patriota Sejdiu   | 5 de mayo de 2000 (20 años)        | 0     | 0     | Malmö FF               | vs. Inglaterra, 4 de septiembre de 2020PRE |
| Centrocampista | Erion Sadiku      | 23 de enero de 2002 (19 años)      | 0     | 0     | Genoa FC               | vs. Inglaterra, 4 de septiembre de 2020    |
| Delantero      | Florjan Seferaj   | 26 de septiembre de 2000 (20 años) | 0     | 0     | Mosta FC               | vs. Albania, 13 de noviembre de 2020       |
| Delantero      | Edi Sylisufaj     | 8 de marzo de 2000 (21 años)       | 2     | 0     | Falkenbergs FF         | vs. Andorra, 13 de octubre de 2020         |
| Delantero      | Bleart Tolaj      | 7 de febrero de 2000 (21 años)     | 0     | 0     | HNK Hajduk Split II    | vs. Inglaterra, 4 de septiembre de 2020    |

Notas
- PRE= Equipo preliminar.
- COVID= El jugador no es parte del equipo actual debido a que ha dado positivo por COVID-19.
- LES= El jugador no forma parte de la plantilla actual por lesión.

| Oponente       | PJ | PG | PE | PP | GF | GC | Dif. | % de Victorias |
| -------------- | -- | -- | -- | -- | -- | -- | ---- | -------------- |
| Andorra        | 2  | 2  | 0  | 0  | 5  | 0  | +5   | 100,00         |
| Albania        | 3  | 0  | 1  | 2  | 2  | 4  | -2   | 16,66          |
| Alemania       | 2  | 0  | 1  | 1  | 0  | 1  | -1   | 25,00          |
| Arabia Saudita | 1  | 0  | 1  | 0  | 0  | 0  | 0    | 50,00          |
| Austria        | 2  | 0  | 0  | 2  | 0  | 5  | -5   | 0,00           |
| Azerbaiyán     | 2  | 1  | 1  | 0  | 2  | 0  | +2   | 75,00          |
| Baréin         | 1  | 0  | 1  | 0  | 0  | 0  | 0    | 50,00          |
| Egipto         | 1  | 0  | 0  | 1  | 0  | 8  | -8   | 0,00           |
| Ghana          | 1  | 0  | 1  | 0  | 2  | 2  | 0    | 50,00          |
| Inglaterra     | 2  | 0  | 0  | 2  | 0  | 8  | -8   | 0,00           |
| Irán           | 1  | 0  | 0  | 1  | 0  | 2  | -2   | 0,00           |
| Irlanda        | 2  | 0  | 1  | 1  | 1  | 2  | -1   | 25,00          |
| Israel         | 2  | 0  | 0  | 2  | 0  | 7  | -7   | 0,00           |
| Malta          | 1  | 1  | 0  | 0  | 1  | 0  | +1   | 100,00         |
| Noruega        | 2  | 2  | 0  | 0  | 6  | 2  | +4   | 100,00         |
| Turquía        | 2  | 1  | 0  | 1  | 3  | 4  | -1   | 50,00          |
| Turkmenistán   | 1  | 1  | 0  | 0  | 3  | 2  | +1   | 100,00         |
| Ucrania        | 1  | 0  | 0  | 1  | 2  | 0  | +2   | 0,00           |
| 18 países      | 29 | 8  | 7  | 14 | 27 | 45 | -12  | 41,20          |